# استیون مویوکولو
استیون مویوکولو (انگلیسی: Steven Mouyokolo؛ زادهٔ ۲۴ ژانویهٔ ۱۹۸۷) بازیکن فوتبال اهل فرانسه است.
از باشگاه‌هایی که در آن بازی کرده‌است می‌توان به باشگاه فوتبال ولورهمپتون واندررز، باشگاه فوتبال هال سیتی، باشگاه فوتبال سوشو، و باشگاه فوتبال سلتیک اشاره کرد.